# チャン・グンソク
チャン・グンソク（朝: 장근석、1987年8月4日 - ）は、韓国の俳優、歌手、モデル。2010年1月よりソウル市広報大使を務めている。

## 経歴

### 俳優
1993年、6歳のときに偶然自宅に来た映画俳優が彼の両親に「お子さんを俳優にしたらどうですか?」と勧めたことをきっかけに、子供服カタログのモデルとして芸能界入りする。
父親が事業に失敗したため、子役モデル時代、生活のために下着広告のモデルをしたこともある。
1997年、HBSのシットコム『幸福も売ります』でテレビ番組デビューを果たし、以後、テレビ番組を中心に子役として活動する。
2001年、歌手BoAと共演したSKテレコム「ティング」のテレビCMで注目を浴びる。2004年、シットコム『ノンストップ4』に出演。同年、初めてのラジオ番組『チャン・グンソクのヤングストリート』(SBS Power FM) で韓国における最年少DJとなる。2005年、韓国で話題の映画を紹介するSBSの番組『TVボックスオフィス』内の「チャン・グンソクの新作コーナー」でテレビ番組の司会に挑戦する。2006年に出演したテレビドラマ『ファン・ジニ』で大衆的な知名度を得る。同年、日本ホラー映画『着信アリ Final』に出演し、日本での知名度も上がる。
2008年、『ベートーベン・ウィルス』に出演。2009年、ドラマ『美男ですね』で、イケメンバンドの気難しいリーダー役を演じた。
2011年1月、タイのお菓子メーカーOSOTSPAのOLEキャンディのCMで、タイでモデルデビュー。2010年10月12日、中国と東南アジア向けにミニアルバム「The Lounge H vol. 1」を販売することを発表。
2015年1月、税務調査による追徴課税を受け追徴金納付を韓国国税庁に行った件により、韓国でのテレビ番組を降板。
2018年7月、兵役入隊。社会服務研修センターに入所後、ソウル消防災難本部で2年間の代替服務を終えて2020年5月29日に除隊。

### 歌手
韓国で『ノンストップ4』『美しい人生』『ベートーベン・ウィルス』『美男ですね』のサウンドトラックに参加。また、3枚のシングルを発売している。
2011年日本デビューシングル「Let me cry」が初週売上11.9万枚を記録し、5/9付週間シングルランキング首位に初登場。海外アーティストでは史上初の快挙。
2011年10月TEAM HとしてBIG BROTHERと共に『THE LOUNGE H VOL.1』を中華圏と東南アジアで初めてEPアルバムをリリース。
2012年5月、初のアニメ映画の主題歌に起用されることが決まった。『劇場版 FAIRY TAIL －鳳凰の巫女－』のオープニング主題歌で、楽曲は、2012年5月30日に発売となる1stアルバム「Just Crazy」の1曲目に収録されている「200 miles」（トゥー・ハンドレッド・マイルズ）。

## 日本での活動
韓国の報道によれば、チャン・グンソクはペ・ヨンジュン以上に日本で人気が高く、銀座の電光掲示板でチャン・グンソクの顔が流れるのが東京では日常的な風景となっていると報じられている。彼はファンをウナギと呼んでいる。彼の大好物が鰻であること、その大好物と同じように自分にパワーをくれる存在であるファンに敬意を表してそう呼ぶようになった。英語圏では "eels," 日本ではそのまま「うなぎ」と呼ばれている。彼の韓国にある個人事務所の中には、至る所にうなぎグッズが置かれている。
- 2010年11月15日、日本での公式ファンサイト (JANG KEUN-SUK JAPAN　OFFICIAL FAN CLUB) が開設される。
- 2010年11月30日、ジャパンツアーを成功裏に終了させたと韓国で報道される[19]。ツアー終了後、ファンクラブ会員400人を集めたパーティが開催される[20]。
- 2011年1月、フジテレビが「チャン・グンソク祭り」と題して、チャン出演の人気作品を連続で放送することが決定する[21]。
- 2011年1月23日、日本での歌手デビューが発表される[22]。3月23日にデビュー作が発売される予定だったが、3月11日に発生した東日本大震災の影響で延期になった。また、3月27日に東京ビッグサイトで開催される予定だった「CD発売記念SHOW CASE LIVE」も中止になった[23]。
- 2011年2月、Every Little Thingのシングル「STAR」「MOON」のミュージックビデオに出演。彼の演技に惚れこんだ同ユニットの持田香織の直談判で出演が実現した[24]。
- 2011年3月3日、チャン・グンソクが主演する映画『きみはペット』の製作発表会を茨城空港で開催し、3000人のファンが詰め掛けたと報道された[25]。
- 2011年3月31日、チャン・グンソクの所属事務所はマガジンハウスの女性誌『anan』1751号がチャン・グンソクの爆発的な人気を理由に3月23日号の表紙モデルとして抜擢し、その効果で書店とコンビニなどで品切れ状態が続出したと発表した[26]。韓国では、同号が日本で28万部の売上を記録したと報道された[27]。
- 2011年4月27日、シングル「Let me cry」でポニーキャニオンより日本デビューを果たす。作曲とプロデュースは、『メリは外泊中』でグンソクが歌った「お願い、My Bus!」などを制作したチェ・チョロが手がけている[22]。シングルは同年5月9日のオリコンチャートで初登場で首位を獲得。オリコンでの海外歌手のデビュー作初登場首位はソロ、グループ通じてこれが初である[28][29]。また、ビルボード・ジャパンのラジオエアプレイチャートでも初登場35位を記録[30]日本レコード協会よりゴールド認定を受けた[31]。
- 2011年7月13日19時から、「チャン・グンソク一日」、「チャン・グンソク満喫」、「チャン・グンソク旅行」とグンソク特集を放送したTBSの番組の『ファミ☆ピョン』が視聴率3.9%とゴールデン帯としては記録的な低視聴率となった[32][33]。
- 2011年8月18日にTOKYO MXで放送された情報番組『5時に夢中!』内で、「あなたはチャン・グンソクは好きですか？」というアンケート調査が行われたが、3072人中2234人（約73%）が「チャン・グンソクに興味がない」と答えた[34]。
- 2011年9月22日 電子チラシサイトShufoo!が広告モデルにチャン・グンソクを起用することを発表した[35]。

- 2011年10月19日 ネイバージャパン株式会社が、チャン・グンソクの公式スマートフォンアプリ「Jang Keunsuk Lite（チャン・グンソク・ライト）」（無料）および「Jang Keunsuk（チャン・グンソク）」（600円）の提供を開始[36]
- 2011年10月20日名古屋 23日大阪 25・26日埼玉全5回のアリーナツアー『2011チャン・グンソクARENA TOUR THE CRI SHOW IN JAPAN 〜ALWAYS CLOSE TO YOU〜』を決行した。また追加公演として、11月25日に東京ドーム公演を行った。
- 2011年10月27日、2011年中に日本での個人事務所を設立することを発表した。
- 2011年12月3日から4日、主演ドラマ『美男ですね』がニコニコ動画のニコニコ韓流アワーで無料配信された。
- 2012年1月23日、主演ドラマ『ベートーベン・ウィルス』がGYAO!で無料配信された。
- 2012年1月、主演映画『きみはペット』が日本で公開。映画動員ランキングで初登場6位。翌週9位を記録した。
- 2012年2月20日から21日にかけて、Zepp Tokyoで無料公演「We are Team H」を開催。

### サクラに関する報道
サイゾーにおいて、チャン・グンソクの出迎えに羽田空港に集まった日本人ファンたちがサクラであったことが伝えられ、韓国大手メディアの韓国SBSや中央日報でも取り上げられる事態となった。これによると、サクラの募集条件は高校生から40歳代までの女性で、サクラの一人の女性はあるテレビ番組を観覧してから韓流スターのサクラの募集が定期的に届くようになったという。出迎え当日には東京駅から羽田空港までの送迎のバスが用意され車内でチャンについてのデータが紹介され、2000円の報酬と軽食と出迎えに使うグッズがお土産として渡されていた。また、出迎え人数は800人と各メディアで報道されたが、実際に集まった人数は100人程度で、男性スタッフが出迎え現場で報道陣に対して「主催者発表800人です」と言い回っており、これが後日そのまま報道されていたことが日刊サイゾーにより報道された。

## 人物

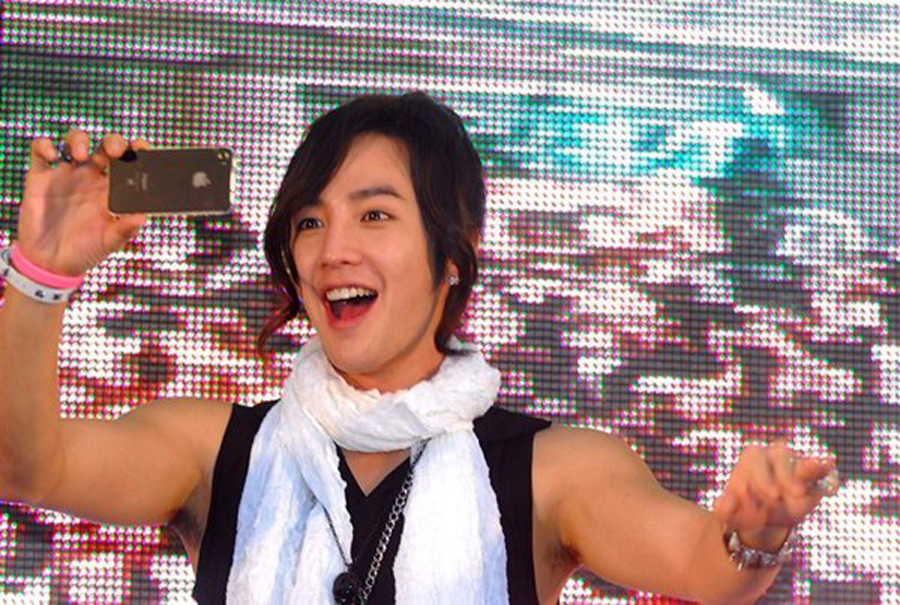
チャン・グンソク
バンコクのサイアム・センターにて
（2011年1月8日）

1987年、ソウル市で生まれる。一人っ子である。ドンイ初等学校、広壮中学校を経て芳山高等学校に入学。高校1年生のときに母親と一緒にニュージーランド（ネルソン・カレッジ）に語学留学し、英語を学ぶ。2006年から漢陽大学演劇映像科に通学する。
趣味は音楽鑑賞、料理、射撃、インテリア。特技はスキー、スノーボード、車。現在、イングリッシュコッカースパニエルのソフィー･マルジェラ･アントワネット・スニと言う名の犬のペットを飼っている。グンソクはスニを妹のようにかわいがっており、ファンミーティングなどにグンソクに連れられ登場することもある。現在スニはチャン・グンソクの自宅ではなくAG Corporationで管理されている。

## 慈善活動
貧しい子ども時代を過ごした自身の経験もあり、日頃から恵まれない環境にいる人々のために寄付や慈善活動を積極的に行っており、2009年からは国際救護開発NGOのワールド・ビジョンの支援者となり、貧困に苦しむ児童のために医療費の支援や教育事業支援をしている。
また、母校の漢陽大学校に奨学金を寄付しており、在学中に12億ウォン（約1,200万円）、さらに卒業後も寄付を続け、「チャン・グンソク奨学金」が新設された。
2011年、東日本大震災被災者支援の為に日本赤十字社に1,000万円と「がんばれ日本」とメッセージとメッセージが書かれた毛布5,000枚を寄付したほか、チャリティーオークションイベントを開催し、収益金1千12万6004円を日本赤十字社に寄託した。
2023年2月、トルコ・シリア地震の被災者支援のために、ユニセフ韓国委員会を通じて1億ウォン（約1,000万円）を寄付した。

## 出演作品

### テレビ番組
| 年     | 題名                         | 局         | 役名                         | 備考                 |
| ------ | ---------------------------- | ---------- | ---------------------------- | -------------------- |
| 1997年 | 幸福も売ります               | HBS        | スドン                       | テレビ番組デビュー作 |
| 1998年 | 抱擁                         | SBS        | Won Joo                      |                      |
| 1999年 | お焦げ先生とジャガイモ七つ   | KBS        | ユンソン                     |                      |
| 2000年 | 妖精コムミ                   | KBS        | オ・ミョンソク               |                      |
| 2001年 | 女人天下                     | SBS        | チョン・ニョムの子供時代     |                      |
| 2001年 | 4姉妹物語                    | KBS        | ヨンフンの子                 |                      |
| 2002年 | 大望                         | SBS        | シヨンの子供時代             |                      |
| 2004年 | オレンジ                     | SBS        | グンソク                     |                      |
| 2004年 | ノンストップ4                | MBC        | 医大生 グンソク              |                      |
| 2005年 | プラハの恋人                 | SBS        | ユン・ゴニ                   |                      |
| 2006年 | 先生はエイリアン             | Tooniverse | ボン・セム                   |                      |
| 2007年 | ファン・ジニ                 | KBS        | キム・ウノ                   |                      |
| 2008年 | 快刀ホン・ギルドン           | KBS        | イ・チャンフィ               |                      |
| 2008年 | ベートーベン・ウィルス       | MBC        | カン・ゴヌ                   |                      |
| 2009年 | 美男ですね                   | SBS        | ファン・テギョン             | ⭐︎主演               |
| 2010年 | メリは外泊中                 | KBS        | カン・ムギョル               | ⭐︎主演               |
| 2011年 | 美男ですね(日本版)           | TBS        | 本人役としてカメオ出演       |                      |
| 2012年 | ラブレイン                   | KBS        | ソ・イナ、ソ・ジュン         | ⭐︎主演 一人二役      |
| 2013年 | キレイな男                   | KBS        | トッコ・マテ                 | ⭐︎主演               |
| 2016年 | テバク〜運命の瞬間〜         | SBS        | ペク・テギル                 |                      |
| 2018年 | スイッチ～君と世界を変える～ | SBS        | サ・ドチャン、ペク・ジュンス | ⭐︎主演 一人二役      |
| 2023年 | 餌〈ミッキ〉                 | KNTV       | ク・ドハン                   | ⭐︎主演               |

### 映画
| 年     | 題名                     | 役名               | 備考                           |
| ------ | ------------------------ | ------------------ | ------------------------------ |
| 2002年 | 宝島                     | ジムハキンス       | 声優として出演                 |
| 2006年 | 着信アリ Final           | アン・ジヌ         | 日本映画                       |
| 2006年 | ドレミファソラシド       | ウンギュ           | 劇場未公開作                   |
| 2007年 | 待ちくたびれて           | パク・ウオンジェ   | 劇場未公開作                   |
| 2007年 | 楽しき人生               | パク・ヒョンジュン |                                |
| 2008年 | 赤ちゃんと僕             | ハン・ジュンス     |                                |
| 2008年 | ニコ                     | ニコ               | 声優として出演                 |
| 2009年 | イテウォン殺人事件       | ピアソン           | 劇場未公開作                   |
| 2011年 | きみはペット             | カン・イノ         | 日本のテレビドラマのリメイク版 |
| 2017年 | 劇場版 テバク 運命の瞬間 | ペク・テギル       |                                |
| 2018年 | 人間の時間               | アダム             |                                |

### ミュージカル
- 2004年 テセウス
- 2005年 ヘラクレス

### DJ・MC
- TVボックスオフィス（SBS、MC）
- 土曜日（MBC、MC）
- 2004年 チャン・グンソクのヤングストリート（SBSラジオ、DJ）
- 2009年 第1回Melon Music Awards授賞式（MC）[47]
- 2016年 PRODUCE 101（Mnet、MC）

### CM
- 2009年 ETUDE BBカップル
- 2010年 Garden5
- 2010年 サムスン『Yepp』
- 2011年 OSOTSPA『OLEキャンディ』タイ
- 2011年 サントリー『ソウルマッコリ』日本
- 2011年 TBC『open your beauty』日本
- 2011年 NATURE REPUBLIC イメージキャラクター韓国・日本
- 2011年9月  ロッテチョコレート『シャルロッテ・アイ』「とろけるほどのアイ」編　日本
- 2011年9月  Shufoo!（シュフー）日本
- 2011年9月  codes-combine韓国・日本
- 2011年10月 ローソン日本
- 2011年11月 ロッテガム『ACUO』「チャン・グン息」編 日本

### ゲーム
- チャン・グンソクときめきラブストーリー（2013年9月20日、I-SKY / アイア）[48]

## ディスコグラフィー

### 日本

#### シングル
| #                                             | 発売日         | 作品                        | 最高順位 | 最高順位 | 最高順位 | 認定       | 認定 | アルバム   |
| #                                             | 発売日         | 作品                        | オリコン | Hot 100  | RIAJ DL  | フィジカル | 配信 | アルバム   |
| --------------------------------------------- | -------------- | --------------------------- | -------- | -------- | -------- | ---------- | ---- | ---------- |
| 1st                                           | 2011年4月27日  | Let me cry                  | 1        | 2        | 18       | ゴールド   |      | Just Crazy |
| 2nd                                           | 2016年8月10日  | Darling Darling／渇いたKiss | ５       |          |          |            |      | Voyage     |
| ３rd                                          | 2016年9月14日  | EndlessSummer／Going Crazy  | 3        |          |          |            |      | Voyage     |
| 4th                                           | 2016年12月14日 | 抱きしめたい                | 2        |          |          |            |      | Voyage     |
| 5th                                           | 2021年5月26日  | Emotion                     | 4        |          |          |            |      |            |
| 6th                                           | 2021年8月4日   | 雨恋                        | 4        |          |          |            |      |            |
| 7th                                           | 2021年9月15日  | Day by day                  | 3        |          |          |            |      |            |
| "—"はチャート圏外かチャート対象外を意味する。 |                |                             |          |          |          |            |      |            |

#### アルバム
| 1st                                           | 2012年5月30日 | Just Crazy   | 1位 （デイリー、ウィークリー） | Crazy Crazy Crazy         |
| 2nd                                           | 2013年5月29日 | Nature Boy   | 2位 （デイリー）               | Nature Boy／Indian Summer |
| 3rd                                           | 2015年2月25日 | モノクローム |                                | ひだまり                  |
| 4th                                           | 2017年8月9日  | Voyage       | 2位 （ウィークリー）           | Voyage                    |
| "—"はチャート圏外かチャート対象外を意味する。 |               |              |                                |                           |

#### ベストアルバム
| 発売日         | 作品                                             |
| -------------- | ------------------------------------------------ |
| 2018年12月26日 | Jang Keun Suk BEST Works 2011-2017～JKS SELECT～ |
| 2018年12月26日 | Jang Keun Suk BEST Works 2011-2017～FAN SELECT～ |

#### デジタルシングル
| 発売日        | 作品 | 備考     |
| ------------- | ---- | -------- |
| 2021年3月10日 | Star | [ 52 ]   |
| 2021年7月28日 | 雨恋 | 先行配信 |

#### サウンドトラック（日本語版）
| 発売日        | 作品                           | 収録                                             |
| ------------- | ------------------------------ | ------------------------------------------------ |
| 2012年1月18日 | Hey Girl (日本語バージョン)    | きみはペットOST 原曲歌唱はアンドリュー・ネルソン |
| 2014年6月14日 | Lovely girl (日本語バージョン) | キレイな男OST 原曲歌唱は5live                    |

#### その他のチャート入りした曲
| 発売日                        | 作品            | 最高順位 | 認定       | 認定 | 収録            |
| 発売日                        | 作品            | RIAJ DL  | フィジカル | 配信 | 収録            |
| ----------------------------- | --------------- | -------- | ---------- | ---- | --------------- |
| 2011年3月16日                 | お願い、My Bus! | 47       |            |      | メリは外泊中OST |
| 2011年3月16日                 | My Precious     | 80       |            |      | メリは外泊中OST |
| 2011年3月16日                 | Hello Hello     | 37       |            |      | メリは外泊中OST |
| 2011年4月20日                 | Bye Bye Bye     | 74       |            |      | Let me cry      |
| "—"はチャート圏外を意味する。 |                 |          |            |      |                 |

#### ミュージック・ビデオ
| 年     | ビデオ                   | 監督         |
| ------ | ------------------------ | ------------ |
| 2011年 | Let me cry               | ウスイヒロシ |
| 客演   |                          |              |
| 2011年 | STAR(Every Little Thing) | 柿本ケンサク |
| 2011年 | MOON(Every Little Thing) | 柿本ケンサク |

#### タイアップ
| 年     | 楽曲              | タイアップ                                                |
| ------ | ----------------- | --------------------------------------------------------- |
| 2011年 | Bye Bye Bye       | サントリー「ソウルマッコリ」CMソング                      |
| 2012年 | Crazy Crazy Crazy | テレビ朝日系「お願い!ランキング」エンディングテーマ       |
| 2012年 | Rain              | サントリー「ソウルマッコリ」CMソング                      |
| 2012年 | 200 miles         | アニメ映画 「劇場版FAIRY TAIL -鳳凰の巫女-」 主題歌       |
| 2013年 | Turn off          | アイア「チャン・グンソク ときめきラブストーリー」CMソング |
| 2016年 | Darling Darling   | 日本テレビ系「NNN ストレイトニュース」お天気テーマソング  |
| 2016年 | ボクノネガイゴト  | TBSテレビ系「王様のブランチ」12月度エンディングテーマ     |

### 韓国

#### シングル
| 発売日        | 作品                            | 最高順位 | 認定 | アルバム |
| ------------- | ------------------------------- | -------- | ---- | -------- |
| 2008年1月28日 | Black Engine                    |          |      |          |
| 2009年2月4日  | Toucholic Yepptic & Haptic love |          |      |          |
| 2009年9月14日 | Just Drag                       |          |      |          |

#### サウンドトラック
| 発売日         | 題名                            | 収録                                        |
| -------------- | ------------------------------- | ------------------------------------------- |
| 2004年5月24日  | Let's Get Downfeat.チュソク     | ノンストップ4OST                            |
| 2007年9月20日  | 噴火するぞ                      | 楽しい人生OST                               |
| 2007年9月20日  | 一時お灸をすえていた            | 楽しい人生OST                               |
| 2007年9月20日  | 火遊びだ                        | 楽しい人生OST                               |
| 2007年9月20日  | 楽しき人生                      | 楽しい人生OST                               |
| 2008年11月6日  | 聞こえますか Part2              | ベートーベン・ウィルスOST                   |
| 2009年10月14日 | 相変わらず                      | 美男(イケメン)ですねOST                     |
| 2009年10月14日 | 約束                            | 美男(イケメン)ですねOST                     |
| 2009年11月13日 | 言葉もなく                      | 美男(イケメン)ですねOST Part2               |
| 2009年11月13日 | Good Bye                        | 美男(イケメン)ですねOST Part2               |
| 2009年12月2日  | どうしよう                      | 美男(イケメン)ですねOST(スペシャルシングル) |
| 2010年11月15日 | お願い My Bus!                  | メリは外泊中OST                             |
| 2010年11月15日 | My Precious                     | メリは外泊中OST                             |
| 2010年12月21日 | Hello Hello                     | メリは外泊中OST                             |
| 2010年12月21日 | I Will Promise You              | メリは外泊中OST                             |
| 2011年11月30日 | 너만 보여（あなたしか見えない） | きみはペットOST                             |
| 2011年11月30日 | Oh My Lady                      | きみはペットOST                             |
| 2011年11月30日 | Mandy                           | きみはペットOST                             |
| 2012年4月3日   | 사랑비 (愛の雨）                | ラブレインOST                               |
| 2014年1月8日   | Beautiful Day                   | キレイな男OST Part6                         |
| 2014年6月14日  | まぶしいほど幸せだった日        | キレイな男OST                               |

## 受賞歴など

### 受賞歴
- 1994年 全国 ムクゲ きれいな子ども選抜大会 大賞
- 2006年 KBS演技大賞 ベストカップル賞（「ファン・ジニ」）
- 2006年 SBS ラジオDJ部門 特別表彰状 (「チャン・グンソクのヤングストリート」)
- 2007年 第10回ディレクターズ・カット・アワーズ 今年の男性新人演技者賞 （「楽しき人生」）
- 2008年 KBS演技大賞 人気賞 (「快刀ホン・ギルドン」)
- 2008年 MBC演技大賞 男性新人賞 (「ベートーベン・ウィルス」)
- 2008年 第44回百想芸術大賞 新人男優演技賞 (「楽しき人生」)
- 2008年 第2回 M.NET 20's choice MOVIE STAR 男子部門
- 2009年 SBS演技大賞 ネチズン最高人気賞10大スター賞 （「美男（イケメン）ですね」）
- 2010年 第46回百想芸術大賞 映画部門男人気賞 （「梨泰院（イテウォン）殺人事件」）
- 2011年 第26回日本ゴールデンディスク大賞　アジア部門ベスト3ニューアーティスト
- 2012年 第48回百想芸術大賞　映画部門男人気賞
- 2013年 第27回日本ゴールデンディスク大賞 アジア部門ベスト3アルバム賞（JUST CRAZY）
- 2016年 SBS演技大賞：長編ドラマ部門 最優秀演技賞、10大スター賞
- 2017年 ショートショートフィルムフェスティバル＆アジア2017　オーディエンスアワード(Asia)受賞監督

### 名誉職
- 学點銀行制広報大使（2008年）
- 大韓赤十字社広報大使（2009年）
- 学生安全統合システムカウンセラー委嘱（2009年）
- ソウル市広報大使（2010年）
- 韓国観光の夜芸能人代表観光サポーターズ（2010年）
- マカオ国際映画祭広報大使（2016年）
- 平昌冬季オリンピック・パラリンピック広報大使（2018年）